# Frailea gracillima
Frailea gracillima är en kaktusväxtart som först beskrevs av Lem., och fick sitt nu gällande namn av Nathaniel Lord Britton och Joseph Nelson Rose. Frailea gracillima ingår i släktet Frailea och familjen kaktusväxter.

## Underarter
Arten delas in i följande underarter:
- F. g. gracillima
- F. g. horstii